# ATC kod R06
ATC kod R06 Antihistaminici za sistemsku upotrebu su terapeutska podgrupa sistema za anatomsko terapeutsko hemijsku klasifikaciju. Ovaj sistem alfanumeričkih kodova je razvio  za klasifikaciju lekova i drugih medicinskih proizvoda.  Podgrupa R06 je deo anatomske grupe R Respiratorni sistem.

Kodovi za veterinarsku upotrebu (ATCvet kodovi) se mogu formirati stavljanjem slova Q ispred humanih ATC kodova: QR06... 
Nacionalna izdanja ATC klasifikacije mogu da obuhvataju dodatne kodove koji nisu prisutni na ovoj listi.

## R06A Antihistaminici za sistemsku upotrebu

### R06AA Aminoalkilni etri
R06AA01 Bromazin
R06AA02 Difenhidramin
R06AA04 Klemastin
R06AA06 Hlorfenoksamin
R06AA07 Difenilpiralin
R06AA08 Karbinoksamin
R06AA09 Doksilamin
R06AA52 Difenhidramin, kombinacije
R06AA54 Klemastin, kombinacije
R06AA56 Hlorfenoksamin, kombinacije
R06AA57 Difenilpiralin, kombinacije
R06AA59 Doksilamin, kombinacije

### R06AB Supstituisani alkilamini
R06AB01 Bromfeniramin
R06AB02 Dekshlorfeniramin
R06AB03 Dimetinden
R06AB04 Hlorfenamin
R06AB05 Feniramin
R06AB06 Deksbromfeniramin
R06AB07 Talastin
R06AB51 Bromfeniramin, kombinacije
R06AB52 Dekshlorfeniramin, kombinacije
R06AB54 Hlorfenamin, kombinacije
R06AB56 Deksbromfeniramin, kombinacije

### R06AC Supstituisani etilen diamini
R06AC01 Mepyramin
R06AC02 Histapirodin
R06AC03 Hloropiramin
R06AC04 Tripelenamin
R06AC05 Metapirilen
R06AC06 Tonzilamin
R06AC52 Histapirodin, kombinacije
R06AC53 Hloropiramin, kombinacije

### R06AD Fenotiazin derivati
R06AD01 Alimemazin
R06AD02 Prometazin
R06AD03 Tietilperazin
R06AD04 Metdilazin
R06AD05 Hidroksietilprometazin
R06AD06 Tiazinam
R06AD07 Mekvitazin
R06AD08 Oksomemazin
R06AD09 Izotipendil
R06AD52 Prometazin, kombinacije
R06AD55 Hidroksietilprometazin, kombinacije

### R06AE Piperazin derivati
R06AE01 Buklizin
R06AE03 Ciklizin
R06AE04 Hlorciklizin
R06AE05 Meklozin
R06AE06 Oksatomid
R06AE07 Cetirizin
R06AE09 Levocetirizin
R06AE51 Buklizin, kombinacije
R06AE53 Cuklizin, kombinacije
R06AE55 Meklozin, kombinacije

### R06AX Drugi antihistamini za sistemsku upotrebu
R06AX01 Bamipin
R06AX02 Ciproheptadin
R06AX03 Tenalidin
R06AX04 Fenindamin
R06AX05 Antazolin
R06AX07 Triprolidin
R06AX08 Pirobutamin
R06AX09 Azatadin
R06AX11 Astemizol
R06AX12 Terfenadin
R06AX13 Loratadin
R06AX15 Mebhidrolin
R06AX16 Deptropin
R06AX17 Ketotifen
R06AX18 Akrivastin
R06AX19 Azelastin
R06AX21 Tritokvalin
R06AX22 Ebastin
R06AX23 Pimetiksen
R06AX24 Epinastin
R06AX25 Mizolastin
R06AX26 Feksofenadin
R06AX27 Desloratadin
R06AX28 Rupatadin
R06AX29 Bilastin
R06AX53 Tenalidin, kombinacije
R06AX58 Pirobutamin, kombinacije